# Núi Amagi
Núi Amagi (天城山 (Thiên Thành sơn) Amagi-san) là một rặng núi lửa tại trung tâm bán đảo Izu ở tỉnh Shizuoka, Nhật Bản, tạo thành biên giới giữa thành phố Izu City và Higashi-Izu Town. Nó cũng được gọi là rặng núi Amagi (天城連山 (Thiên Thành liên sơn) Amagi Renzan).